# Лучіан Пінтіліе
Лучіан Пінтіліе (рум. Lucian Pintilie; *9 листопада 1933 Тарутине, Румунія) — румунський режисер театру і кіно, письменник, актор. Уродженець української Бессарабії, яка перебувала у складі Румунії. Близько 20 років перебував на еміграції у Франції. 

## Біографія і творчість
Навчався в Бухарестському університеті театру і кіно. Його фільм «Відновлення» (1968) викликав скандал, був заборонений, режисерові довелося виїхати до Франції.
З 1972 Пінтіліе поставив в театрах Парижа п'єси Гоцці, Чехова, Ібсена, Піранделло, Стріндберга, Горького, Іонеско, Фріша, опери Верді, Бізе.
У 1990 Пінтіліе повернувся до Румунії. Опублікував автобіографію «Мотлох» (2003).
Два художні фільми Пінтіліе демонструвалися в основній конкурсній програмі Каннського кінофестивалю: «Незабутнє літо» (1994) і «Занадто пізно» (1996).

## Фільмографія

### Як режисер
- Duminică la ora 6 (1965)
- Reconstituirea (1968)
- Палата № 6 (1978)
- De ce trag clopotele, Mitică? (1981)
- Balanța (1992), adaptarea romanului omonim al lui Ion Băieșu, a doua ecranizare după un alt film, Mere roșii, în regia lui Alexandru Tatos.
- O vară de neuitat (1994), adaptare a nuvelei Salata din romanul fluviu Cronică de familie de Petru Dumitriu
- Prea târziu (1996)
- Terminus Paradis (1998)
- După-amiaza unui torționar (2001)
- Niki Ardelean, colonel în rezervă (2003) (titlul francez Niki et Flo)
- Tertium non datur (film)|Tertium non datur (2006), un scurt metraj realizat prin adaptarea nuvelei lui Vasile Voiculescu, Capul de zimbru

### Як сценарист
- Prea târziu (1996)
- Terminus Paradis (1998)
- După-amiaza unui torționar (2001)
- Tertium non datur (2006)
- Colonia penitenciară după Franz Kafka, publicat în 1992, neecranizat
- Duelul după A.P. Cehov, publicat în 1992, neecranizat
- Capul de zimbru după V. Voiculescu, publicat în 2005

### Як актор
- Valurile Dunării (1959)